# Wembley Park (Metropolitano de Londres)
Wembley Park é uma estação do Metropolitano de Londres, localizada em Wembley Park, em Londres. A estação é servida pelas linhas Jubilee e Metropolitan.